# 終末兵器

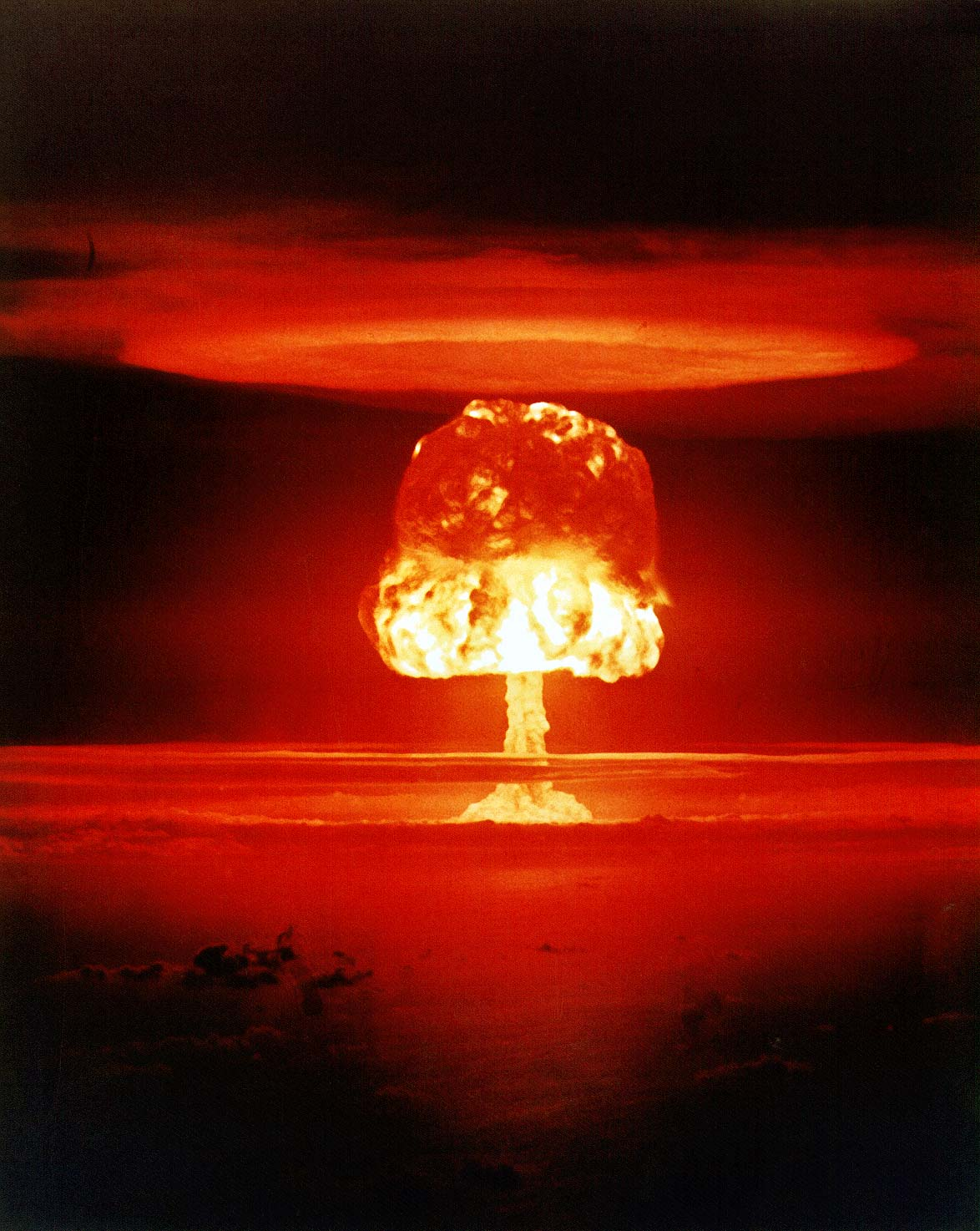
水素爆弾が膨大な量の放射性降下物を生み出すという事実は、終末兵器という概念をより現実的なものにした。

終末兵器（しゅうまつへいき）または最終兵器（さいしゅうへいき、英語: doomsday device）は、惑星（多くの場合、地球）上のすべての生物を滅ぼすことができ、終わりの時（ドゥームズデイ）をもたらすという仮定上の装置、兵器。
「終末兵器」や「核のホロコースト」といった概念は20世紀、特に第一次世界大戦以降に文学や芸術分野から発生したもので、急速に進歩する科学技術が最終的に世界の破滅をもたらすという現実的な恐怖をその端緒としている。この問題を扱ったサイエンス・フィクションは、これまでに世界中で数多く執筆されてきた。1960年代に英語でdoomsday machineという語が登場したが、次第に頭韻を踏んだdoomsday deviceという表現が広く用いられるようになった。

## 歴史
1954年、高出力熱核爆弾を用いた最初の核実験であるブラボー実験がアメリカ合衆国により実施された。第五福竜丸をはじめとして数多くの放射線被害を引き起こしたこの実験は、広範囲に死の灰を降らせあらゆるものを汚染することができる兵器の出現を意味した。水素爆弾開発に反対したレオ・シラードは、将来的に終末兵器「コバルト爆弾」が製造可能になると述べ、警鐘を鳴らした。この爆弾は熱核爆弾を数百トンのコバルトで覆い、起爆した際に莫大な量のコバルト60を飛散させるというものである。強い放射能と長い半減期を持つ放射性降下物が世界を覆うことで、地球上の生物は死滅する。ランド研究所のハーマン・カーンは、ソ連かアメリカが終末兵器的なシステムを構築するという仮定を示した。これは多数の水素爆弾をコンピューターで管理し、いざという時にすべてを起爆して地球上を放射性降下物で覆うというもので、このシステムを作ることで他国からの核攻撃に対する抑止力になると述べたのである。
終末兵器で敵からの核攻撃を防ぐという理論は、間を置かず自動的に反撃を行うために、人間が介入しないコンピューターシステムに頼る必要性が生まれてくる。カーンは、一部の計画立案者が終末兵器を相手に対する絶対的な脅威として利用し、大量報復をちらつかせた危険な瀬戸際政策に走る可能性があることを認めている。これは1950年代の米ソがとった核戦略からしても十分現実味のある予想である。一方でカーンは、米ソどちらの陣営でもない第N国家（英語版）が終末兵器を手に入れ、起動してしまう危険性があることを指摘するとともに、自身はアメリカが終末兵器を持つべきという論の提唱者ではないと主張している。
ソ連では、冷戦中にシステマ・ピリーミトル（英名デッド・ハンド Dead Hand）が構想された。これもフェイルデッドリーによって世界中に放射性降下物を降らせるシステムであり、終末兵器の一つとされた。

## フィクション作品
核兵器の出現と戦争による人類破滅の恐怖の増大により、終末兵器の概念は1950年代以降により知られたものとなっていった。映画『博士の異常な愛情』（1964年）では、アメリカがソ連への核攻撃を中止しきれずにシステマ・ピリーミトルを起動させてしまい、地球が滅ぶ様子を描いている。よりスケールが大きなフィクション作品では、終末兵器とともに様々なSF要素が詰め込まれた兵器が登場することがある。 映画『スター・ウォーズ』シリーズに登場し、宇宙空間を浮遊して惑星を破壊する能力を持つ宇宙要塞デス・スターなどが有名である。
「人工知能が人間を凌駕する」という有名なSFの命題に、終末兵器が絡められる場合もある。映画『ウォー・ゲーム』（1983年）ではコンピューターが米ソの核戦争危機を引き起こす様子が描かれるほか、映画『ターミネーター』（1984年）では人類殲滅を志向するスカイネットが登場する。